# ارتباط‌پنداری
ارتباط‌پنداری نادرست یا الگوپنداری یا آپوفینیا (انگلیسی: Apophenia؛ ‎/æpoʊˈfiːniə/‎) نوعی سوگیری شناختی است که باعث می‌شود انسان تمایل به دیدن و ساختن ارتباط بین چیزهایی داشته باشد که هیچ ارتباطی با هم ندارند. این اصطلاح توسط روانپزشک کلاوس کنراد در سال ۱۹۵۸ در مقاله‌ای در مورد مراحل اولیهٔ اسکیزوفرنی ابداع شد. او آن را به عنوان «دیدن ناخواستهٔ ارتباطات به‌همراه احساس خاصی از معنی‌دار بودن بین چیزهای کاملاً بی ارتباط» تعریف کرد.
علاوه بر این، خطای ارتباط‌پنداری باعث می‌شود اشخاص در رویدادهای تصادفی الگوها و ارتباطات منطقی ببینند. این خطا به‌ویژه در میان علاقه‌مندان به تئوری توطئه رایج است؛ جایی که افراد بین پدیده‌های تصادفی یا بی‌‎ربط به هم ارتباط برقرار کرده و از درون آن طرح و نقشه خارج می‌کنند.

## مقدمه
ارتباط‌پنداری را می‌توان عملکرد عادی مغز در نظر گرفت، با این حال، افراط در آن را می‌توان نشانه ای از اختلال در عملکرد درست مغز دانست، به عنوان مثال نشانه‌ای از ظهور بیماری اسکیزوفرنی پارانوئید، که در آن بیمار الگوهای خصمانه (مثلاً توطئه برای آزار و اذیت ) را در اعمال معمولی دیگران می‌بیند.
این خطا به‌ویژه در میان علاقه‌مندان به تئوری توطئه رایج است؛ جایی که افراد بین پدیده‌های تصادفی یا بی‌‎ربط به هم ارتباط برقرار کرده و از درون آن طرح و نقشه خارج می‌کنند.
معرفی
ارتباط پنداری را می توان یک اثر رایج عملکرد مغز در نظر گرفت. با این حال، افراط در آن، می تواند نشانه ای از اختلال عملکرد روانپزشکی باشد، به عنوان مثال: به عنوان یک علامت در اسکیزوفرنی پارانوئید،  که در آن بیمار الگوهای خصمانه (مثلاً توطئه برای آزار و اذیت آنها) را در اعمال معمولی می بیند.
ارتباط پنداری نیز نمونه ای از تئوری های توطئه است، که در آن تصادفات ممکن است در یک طرح ظاهری با هم تنیده شوند.

## پاریدولیا (معنی‌پنداری)

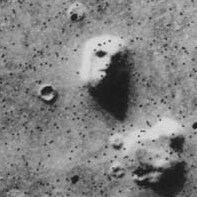
تصویر ماهواره‌ای از سطح مریخ. این عکس به نام «صورت مریخ» شناخته شد. تصاویر بعدی که از سطح مریخ گرفته شد این خرافه را رد کرد.

پاریدولیا که یکی از انواع ارتباط‌پنداری و زیر مجموعه آن است را می‌توان به این صورت تعریف کرد: یک سوگیری ذهنی است که در آن فرد، اشیاء، صداها، الگوها و شکل‌هایی را که می‌بیند به صورت معنادار تعبیر می‌کند. از مثال‌های معمولی که در این باره زده می‌شود می‌توان به این موارد اشاره کرد: دیدن چهره در ابرها، دیدن چهره در مریخ و ماه، شنیدن پیام‌های ناشناخته وقتی نوار یا صدای ضبط‌شده به‌صورت برعکس پخش می‌شود  و … 
پاریدولیا از دو واژهٔ یونانی تشکیل شده‌است: «پارا» که به معنی «کنار» یا «همراه» است، و «ایدولون» که به معنی تصویر است، و در کل، به معنی و مفهوم جانبیِ یک شکل اشاره دارد.
مثال
پاریدولیا نوعی آپوفنیا است که شامل درک تصاویر یا صداها در محرک های تصادفی است.
یک مثال رایج، درک صورت در یک جسم بی‌جان است - چراغ‌های جلو و کباب‌پز یک خودرو ممکن است به نظر «خندان» باشند. مردم سراسر جهان «انسان در ماه» را می بینند.مردم گاهی چهره یک شخصیت مذهبی را در یک تکه نان تست یا در دانه های یک تکه چوب می بینند. شواهد قوی وجود دارد مبنی بر اینکه داروهای روانگردان تمایل به ایجاد یا افزایش پاریدولیا دارند.
پاریدولیا معمولاً در نتیجه ناحیه دوکی شکل صورت - که بخشی از مغز انسان است که مسئول دیدن چهره ها است - رخ می دهد که به اشتباه یک شی، شکل یا پیکربندی را با نوعی ویژگی های "چهره مانند" درک شده به عنوان صورت تفسیر می کند.